# Choiseul (ätt)
Choiseul är en fransk ätt från Champagne som är känd sedan 900-talet.
Bland ättens många grenar fortlever endast den hertigliga grenen de Choiseul-Praslin. En medlem av denna gren var i centrum för julimonarkins mest uppseendeväckande skandaler. När hertig Théobald de Choiseul-Praslins hustru anträffades mördad och hertigen blev starkt misstänkt, begick denne några dagar senare självmord 1847.

## Medlemmar
- César Gabriel, greve de Choiseul, hertig de Praslin
- Étienne François, markis de Stainville, hertig de Choiseul
- Marie Gabriel Florent Auguste, greve de Choiseul-Gouffier
- Charles de Choiseul-Praslin